# Њутон (Алабама)
Њутон (енгл. Newton) град је у америчкој савезној држави Алабама. По попису становништва из 2010. у њему је живело 1.511 становника.

## Демографија
Према попису становништва из 2010. у граду је живело 1.511 становника, што је 197 (11,5%) становника мање него 2000. године.
| Група             | 2000.         | 2010.         |
| Белци             | 1.387 (81,2%) | 1.242 (82,2%) |
| Афроамериканци    | 265 (15,5%)   | 197 (13,0%)   |
| Азијати           | 1 (0,1%)      | 7 (0,5%)      |
| Хиспаноамериканци | 21 (1,2%)     | 22 (1,5%)     |
| Укупно            | 1.708         | 1.511         |